# Conselheiro Lafaiete
Conselheiro Lafaiete là một đô thị thuộc bang Minas Gerais, Brasil. Đô thị này có diện tích 369,544 km², dân số năm 2007 là 113576 người, mật độ 305,8 người/km².